# اتحاد قوي للأجسام الضخمة الباريونية
في علم الفلك، اتحاد قوي للأجسام الضخمة الباريونية (رامبوس) (بالإنجليزية: Robust associations of massive baryonic objects)‏ أو RAMBO هي أجسام افتراضية تتكون من عناقيد مظلمة مفتوحة من الأقزام البنية أو الأقزام البيضاء.
أقترحت فرضية اتحاد قوي للأجسام الضخمة الباريونية من قبل مور بي وجوزيف سيلك في عام 1995. وقد يكون لهذة الأجسام نصف قطر ضوئي مجري فعال ما بين 1 و 15 فرسخ فلكي، مع كتل في نطاق 10-100,000 (كتلة شمسية).

## القوى المحركة
ديناميكا هذه الأجسام، إذا كانت موجودة، يجب أن تكون مختلفة تماما عن تلك التي في النجوم القياسية. مع نطاق كتلة ضيق جدا (جميع الأقزام البنية أو الأقزام البيضاء)،ويجب أن يكون معدل تلاشي أجسام رامبوس بطئ جدا كما تتنبأ به محاكاة نماذج العناقيد أحادية العنصر. من الناحية النظرية، يمكن أن توجد هذه الأجسام المعمرة بأعداد كبيرة. وقد اقترح سانشيز-سالسيدو (1997، 1999) و كيرينز (1997) وجود عنصر متجمع كثيف على شكل قرص من المادة المظلمة في مجرة درب التبانة.